# راي دورست (موسيقي)

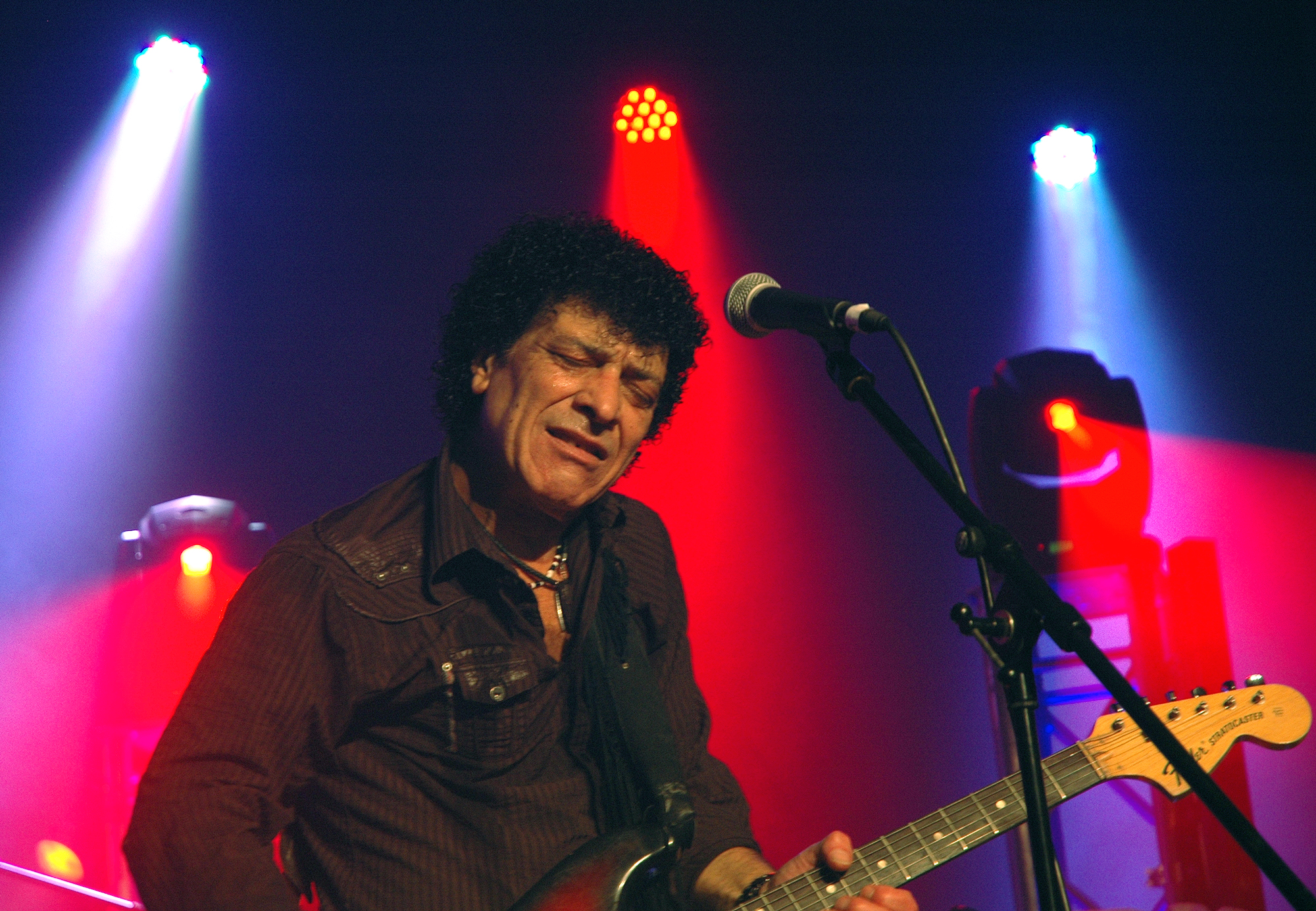
راي دورست

راي دورست (بالإنجليزية: Ray Dorset) من مواليد 21 مارس 1946، هو عازف جيتار ومغني وكاتب أغاني بريطاني ومؤسس فريق مونجو جيري. قام بتأليف معظم أغاني الفريق، بما في ذلك الأغاني الفردية:
في الصيف In the Summertime
قفزة الطفل Baby Jump
السيدة روز Lady Rose
ليس عليك أن تكون في الجيش للقتال في الحرب You Don't Have to Be in the Army to Fight in the War
سيدة طويلة السيقان وترتدي السواد Long Legged Woman Dressed in Black
مرحباً نادين Hello Nadine
بالإضافة لأغنية «يبدو أني وقعت في الحب Feels Like I'm in Love» وهي الأغنية الأكثر نجاحًا لمغنية الديسكو الاسكتلندية كيلي ماري.

## حياته العملية

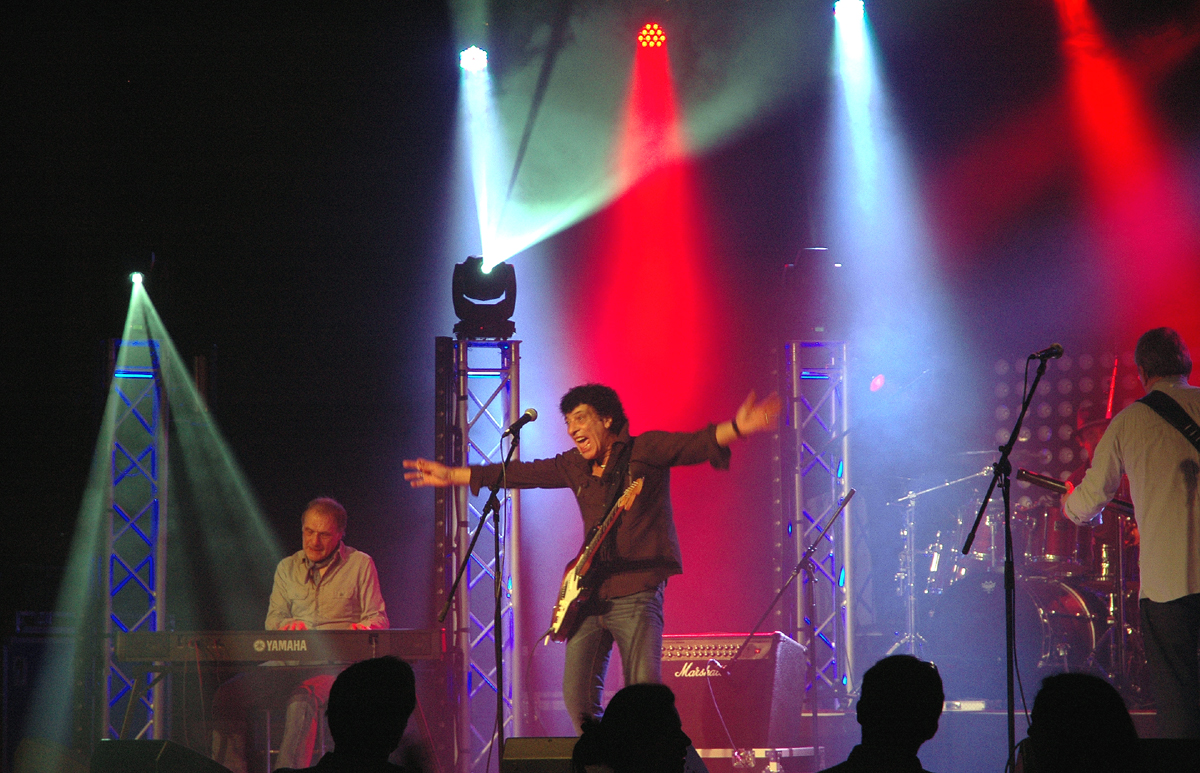
مونجو جيري يقدم عرضًا حيًا في مهرجان زوريسيه في سويسرا 2013، إرلينباخ

عمل دورست كمتدرب مصفف شعر لمدة تسعة أشهر بعد أن ترك المدرسة دون مؤهلات، وبعد ذلك درس للحصول على مؤهل من معهد سيتي أند جيلدز في لندن.
شكل دورست فريق موسيقي في عام 1968، أطلق عليه «الأرض الطيبة Good Earth»، وأشرك معه في الفريق عازف لوحات المفاتيح (كيبورد) كولين إيرل Colin Earl، وفي عام 1970، مع مزيد من التغييرات في التشكيلة، أصبح الفريق «مونجو جيري» مع أغاني مثل «في الصيف».

## خلافات في السنوات الأخيرة
رفع دورست دعوى قضائية في عام 2012، ضد شركته الإدارية السابقة «ايه ام آي» (AMI) التي يديرها صديقه السابق ومدير الأعمال إليوت كوهين، مدعيًا ما يزيد عن 2 مليون جنيه إسترليني من حقوق الأغنية التي يعتقد أنه تم حجبها عنه. خلال الإجراءات، نفى دورست مضايقته لمديره السابق من خلال الغناء في فيديو «معاد للسامية» بعنوان «دق  مسمار في هذا الحلزون Nail that Snail». أمرت المحكمة العليا دورست في عام 2017، بتعويض شركة «ايه ام آي» بمبلغ 33600 جنيه إسترليني كانت قد دفعته لشركة «أي ام ايه» وهي شركة فرنسية لنشر الموسيقى، بسبب تحريف حقوق ملكية أغنية عام 1973 «حسنًا، حسنًا، حسناً Alright, Alright, Alright»، ومع ذلك، رفض القاضي الأمر بدفع المستحقات المفقودة لشركة «ايه ام آي».

## وصلات خارجية
https://www.mungojerry.com/ راي دورست (موسيقي)
https://www.imdb.com/name/nm1782205/ راي دورست (موسيقي)
https://www.discogs.com/artist/379576-Ray-Dorset راي دورست (موسيقي)